# براک هل (مریلند)
براک هل (به انگلیسی: Brock Hall) شهری در ایالت مریلند کشور ایالات متحده آمریکا است که جمعیت آن در سرشماری سال ۲۰۱۰ میلادی، ۹٬۵۵۲ نفر بوده‌است.